# Pivní hrnec (skalní útvar)
Pivní hrnec (německy Biertopf) je skalní výchoz nad silnicí Františkov – Svinná Lada na Šumavě asi necelý jeden kilometr za Františkovem tyčící se nad ohybem silnice. Zde se jižní úpatí Janské hory (1.112 m n. m.) těsně přimyká k silnici, která je na protilehlé straně sevřena obloukem Teplé Vltavy.

## Podrobněji

### Původ jména
Jméno asi pět metrů vysokému skalnímu útvaru (někdy označovaném jako viklan) tvořenému z migmatitu s příměsí tmavé slídy dala podoba pivní nádoby – hrnce, ve kterém se dříve na statcích vařilo pivo. Kromě toho lze ve tvaru tohoto velkého kamene spatřovat i podobnost s vysokým pivním korbelem. Někdy je jeho tvar přirovnáván k soudku či žejdlíku.

### Historické konotace
První zmínka o názvu Biertopf se vztahuje nejspíše již k roku 1531. Sklářská huť, která vznikla nedaleko v roce 1749 získala jméno Biertopfhütte (česky Huť U Pivního hrnce). (Později získala oblast jméno Franzensthal, čili Františkov).
Při pohledu z ohybu silnice nebo od nedalekého dřevěného mostku přes Teplou Vltavu není (rok 2022) skála s Pivním hrncem vidět, protože její okolí je zarostlé vysokým smrkovým lesem. V minulosti tomu tak nebylo a místo s tímto skalním útvarem bylo významným orientačním bodem na obchodní stezce tudy vedoucí. Kromě toho tvořil Pivní hrnec krajinnou dominantu, jež byla využívána v minulosti též jako mezník staré hranice mezi Zdíkovskem a Vimperskem. Jako mezní znamení pro definování hranic a mezí starých Čechů byl Pivní „hrnec“ uváděn již v roce 1668.

### Turistická dostupnost
V místech, kde ze silnice odbočuje severozápadním směrem do vrchu tzv. Goldbrunská cesta (vede k penzionu na adrese Nové Hutě 78) začíná nenápadná pěšina vedoucí do smrkového lesa. Pěšina postupuje mírně do kopce stále přibližně východním směrem. Po zhruba 240 metrech chůze z této pěšiny odbočuje jižním směrem po svahu dolů (jako k silnici) nepřehlédnutelná lesní odbočka (dlouhá asi 50 metrů). Na jejím konci se pak nachází skalní plošina (bez zábradlí) s Pivním hrncem. Ze skalní plošiny před Pivním hrncem je sice omezený (rok 2022), leč přesto jakýsi výhled na louku za mostkem před Teplou Vltavu.

### Květen 1950
U dřevěného mostku respektive na louce za ním se odehrála jedné květnové noci v roce 1950 událost, která ukončila převaděčskou činnost „krále Šumavy“ Kiliána Nowotneho. Tehdy měl za úkol (od amerického velitele zpravodajské služby CIC) dovést do Československa dva muže (Rudolfa Veselého a Bohuslava Beneše), kteří měli pracovat ve prospěch CIC. Skupinka osob vedená Kiliánem a jeho občasným komplicem Ottou Grabmüllerem ale tehdy padla do léčky nastražené Státní bezpečností (StB). Krátce poté, co „narušitelé“ překročili tok Teplé Vltavy ocitli se pod palbou příslušníků Sboru národní bezpečnosti (SNB) vedenou z plošinky před skalním útvarem Pivní hrnec. Tehdy byl z tohoto místa nejen výhled na louku za dřevěným mostkem, ale bylo odsud vidět až na stoupající východní úbočí hory Vysoký stolec (1252 m n. m.).
V nastalém zmatku přestřelky se každá z osob snažila individuálně před střelbou ukrýt. Zásahu ale neušel Kilián, který předstíral hlasitý nářek spojený s hulákáním, že nemůže chodit. Pronásledovatelé se logicky soustředili na stíhání ostatních „narušitelů“ ze skupiny a Kiliánovi se mezitím podařilo zmizet v zalesněné stráni. Poté, co u můstku na chvíli osaměl, vyskočil a vběhl do lesa. Díky znalosti terénu zamířil po své staré stezce zpět do Bavorska, kde byl následně dopraven do bavorské nemocnice v Grafenau, kde byl ošetřen. Během následujících tří dnů a nocí byli ostatní tři členové jeho skupiny v šumavských lesích a bažinách pochytáni a postaveni před soud. Kilián Nowotny se do Československa již nikdy v životě nevrátil.
Otto Grabmüller odešel od soudu s trestem za velezradu a vyzvědačství ve výši 20 let těžkého žaláře. Kiliánův příbuzný – lesní dělník – Franz Pösl, který trojici stíhaných „narušitelů“ odmítl nechat u sebe v pronásledovateli (vojáky a příslušníky SNB) obklíčeném domě přespat, byl odsouzen na 10 let odnětí svobody. Rudolf Veselý byl odsouzen na doživotí a Bohuslav Beneš byl dne 8. června 1951 popraven v Praze na Pankráci. Josef Pek, který poskytoval útočiště čekajícím osobám na přechod hranice, odešel s trestem 25 let odnětí svobody.

Fotogalerie
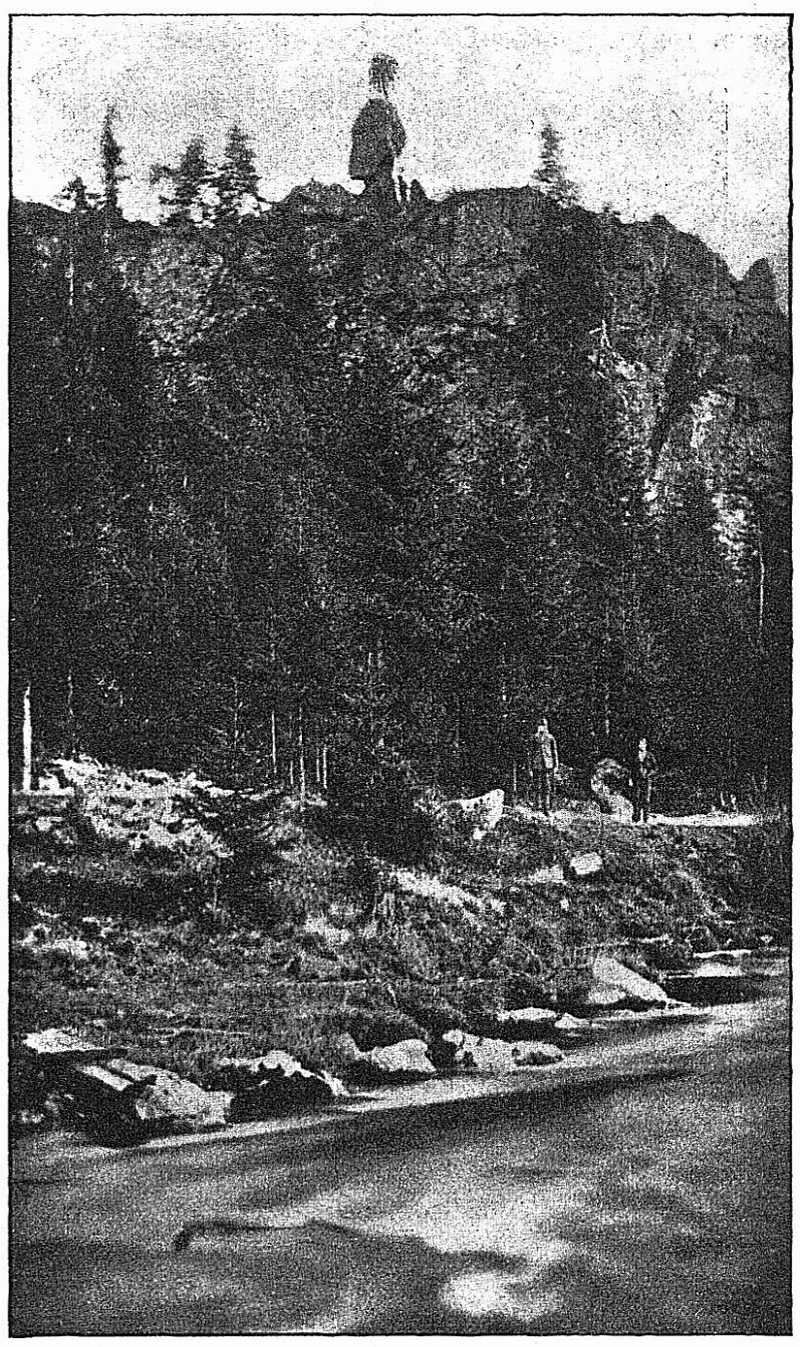
Skalní útvar Pivní hrnec na fotografii z časopisu Český lid (rok vydání 1914)
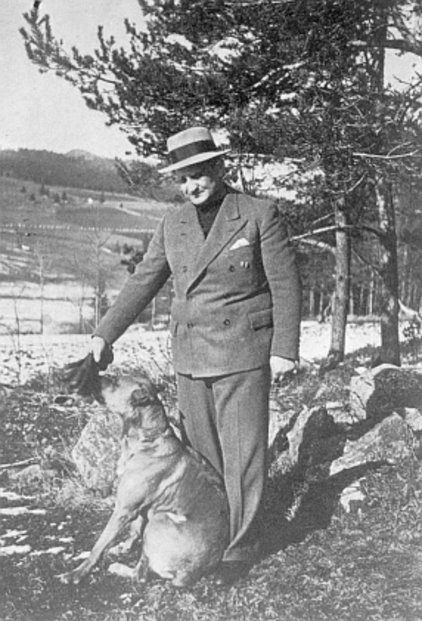
Kilián „Franz“ Nowotny se svým psem Alíkem (30. léta 20. století)
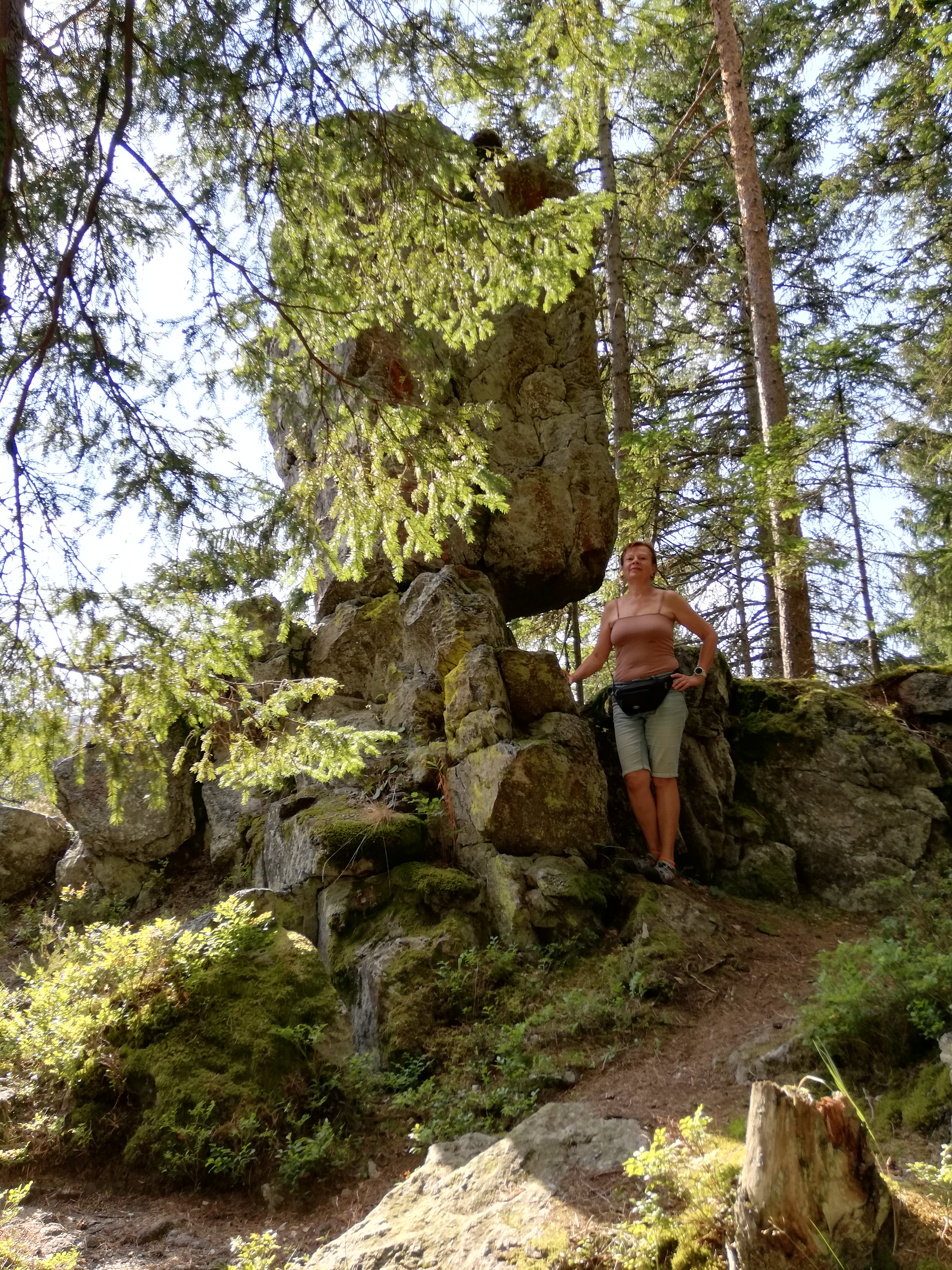
Porovnání skalního útvaru Pivní hrnec s postavou
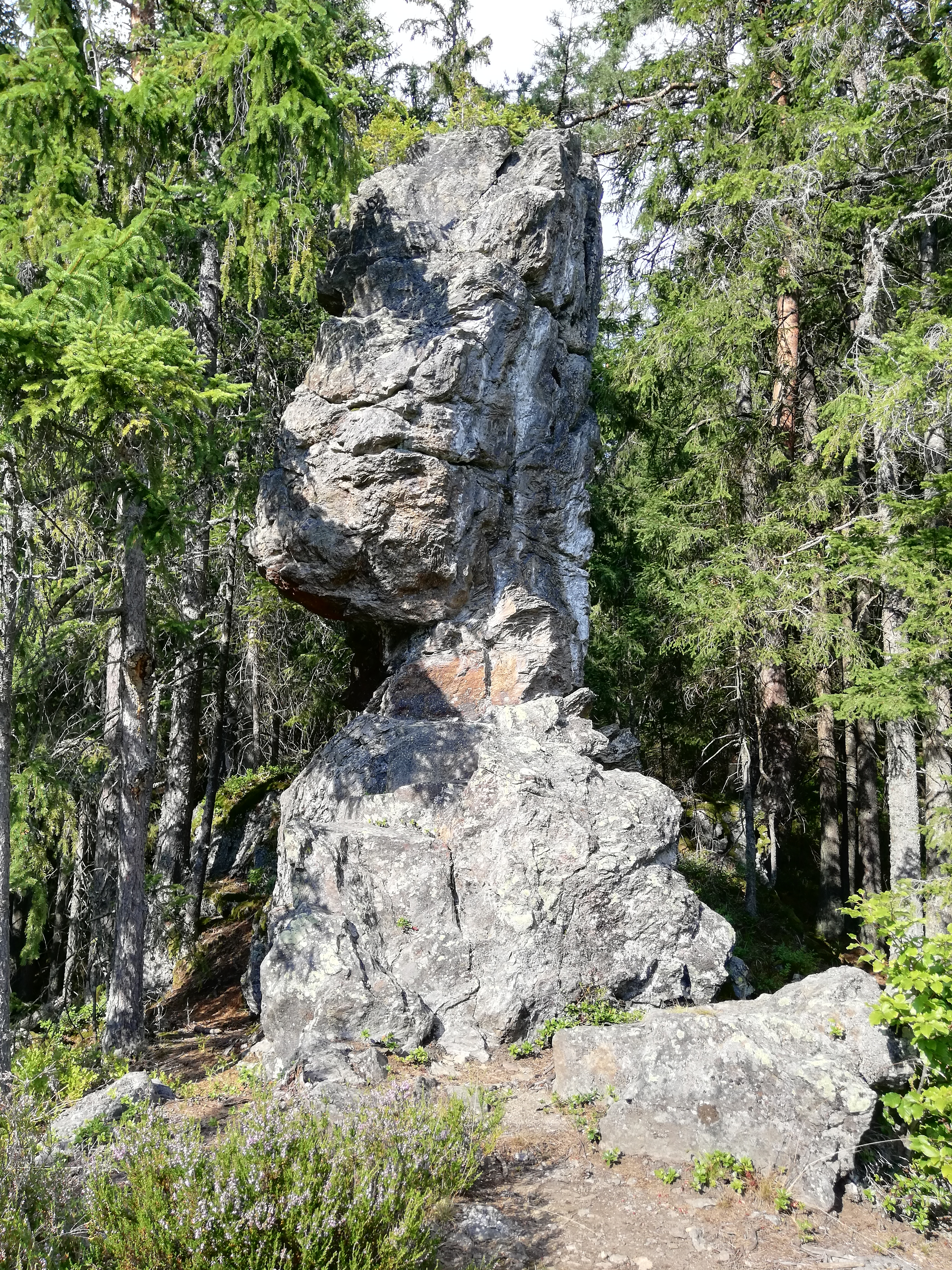
Pohled na skalní útvar Pivní hrnec z plošiny před ním odkud byla vedena palba
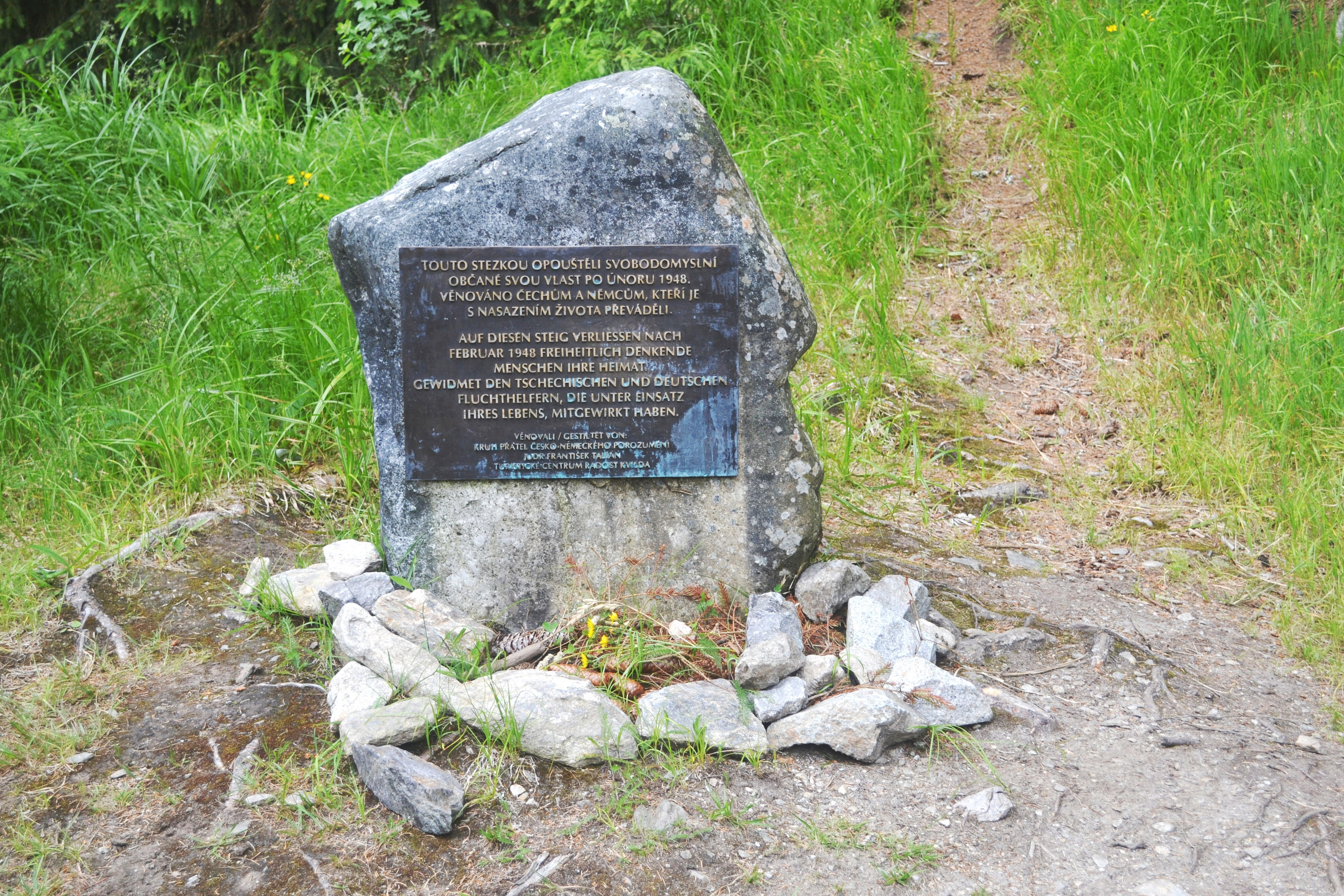
Památník převaděčů na svobodu